# Atalaya hemiglauca

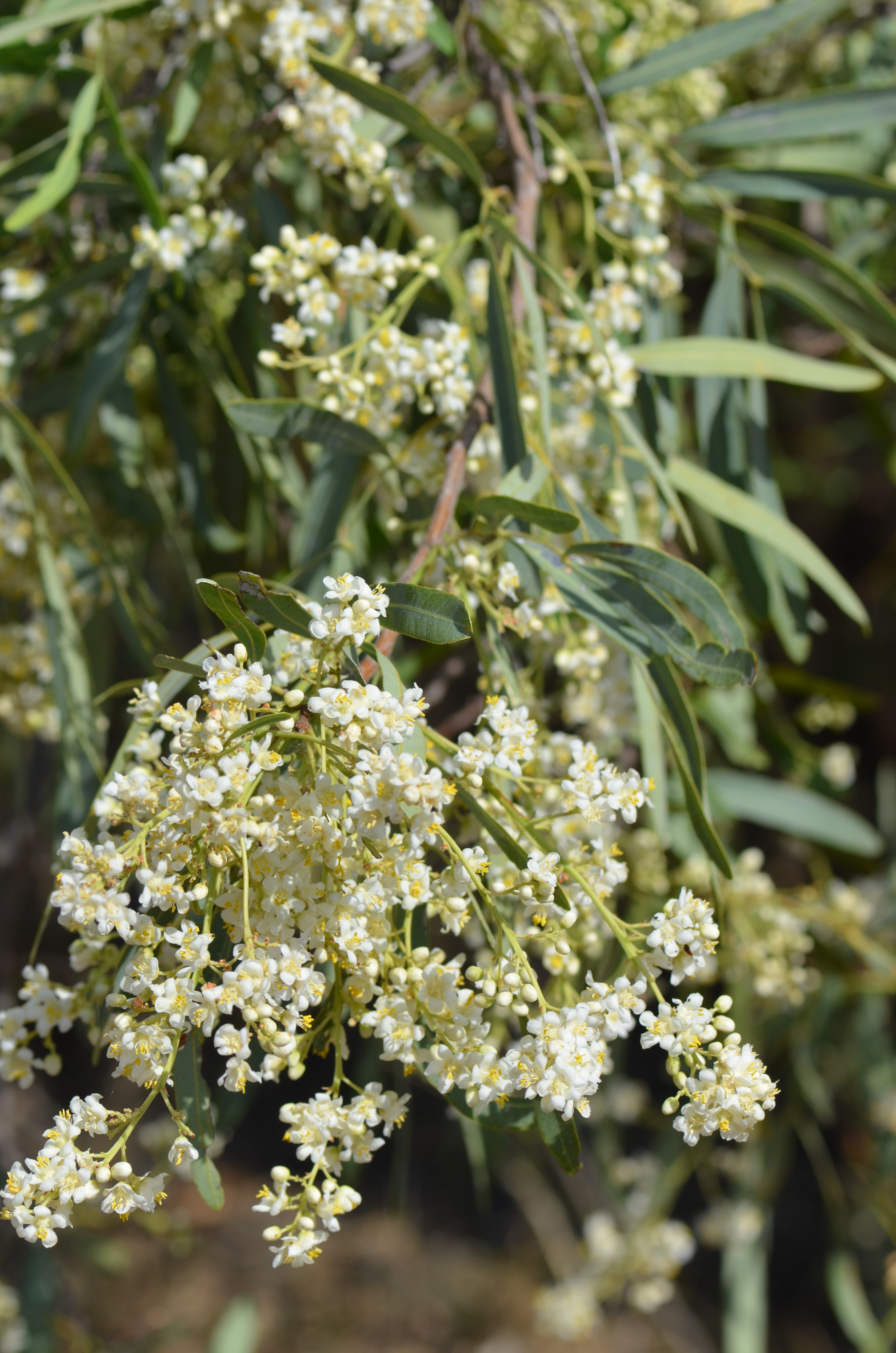

Atalaya hemiglauca es una especie de árbol perteneciente a la familia de las sapindáceas. Es nativa de Australia.

## Descripción
Es un pequeño árbol con los nuevos brotes finamente pubescentes. Las hojas paripinnadas o simples en algunos ejemplares jóvenes, de 8-20 cm de largo; el pecíolo (8-35 mm de largo) y el raquis, en ocasiones, con un ala estrecha; 2-6 folíolos, estrecho-elípticos a obovados  a lineales, por lo general falcadas, de 5-15 cm de largo, 3-15 mm de ancho, ápice obtuso en su mayoría; peciólulos 1-5 mm de largo. Las inflorescencia en panículas de 5-20 mm de largo. Cáliz 3-4 mm de largo. Pétalos 5, de 6-8 mm de largo. El fruto es una sámara larga y peluda; con alas erectas. Un árbol tolerante a la sequía, valioso por su sombra y forraje.

## Distribución y hábitat
Es una especie generalizada en el bosque abierto mixto, a veces, es la especie dominante, en el norte de Nueva Gales del Sur.. Un mapa que muestra dónde ha sido recolectado está dado por el herbario virtual australiano.

## Taxonomía
Atalaya hemiglauca fue descrita por (F.Muell.) F.Muell. ex Benth. y publicado en Flora Australiensis: a description...  1: 463, en el año 1863.
Sinonimia
- Thouinia hemiglauca F.Muell.[3]